# Giro de Lombardía 1952
El Giro de Lombardía 1952 fue la 46ª edición de la Giro de Lombardía. Esta carrera ciclista organizada por La Gazzetta dello Sport se disputó el 26 de octubre de 1952 con salida y llegada a Milán después de un recorrido de 226 km.
El italiano Giuseppe Minardi se impuso al esprint en la línea de meta. Lo acompañaron en el podio los también italianos Nino Defilippis y Arrigo Padovan.

## Clasificación general
| Posición | Ciclista             | Equipo                 | Tiempo   |
| -------- | -------------------- | ---------------------- | -------- |
| 1        | Giuseppe Minardi     | Legnano                | 6h03'36" |
| 2        | Nino Defilippis      | Legnano                | s.t.     |
| 3        | Arrigo Padovan       | Atala                  | s.t.     |
| 4        | Danilo Barozzi       | Atala                  | s.t.     |
| 5        | Adolfo Grosso        | Benotto-Fiorelli-Salus | s.t.     |
| 6        | Waldemaro Bartolozzi | Atala                  | s.t.     |
| 7        | Giorgio Albani       | Legnano                | s.t.     |
| 8        | Agostino Coletto     | Frejus                 | s.t.     |
| 9        | Louison Bobet        | Stella-Huret-Dunlop    | a 19"    |
| 10       | Ferdi Kübler         | Tebag                  | s.t.     |